# セヴェランス (コロラド州)
セヴェランス（Severance）は、アメリカ合衆国コロラド州ウェルド郡にある町。2010年の国勢調査による人口は3,165人。町名は、先駆的な開拓者・デイヴィッド・セヴェランス（David Severance）にちなむ。

## 地理

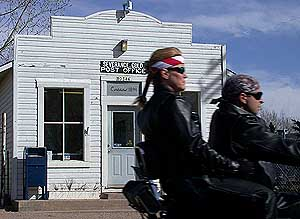
セヴェランス郵便局
1894年に開局した。

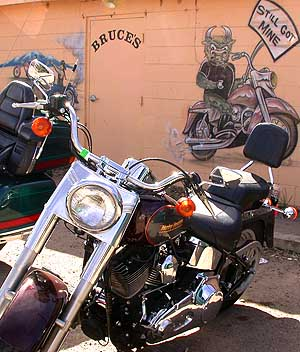
ブルースズ・バー（Bruce's Bar）
郷土料理のロッキー・マウンテン・オイスター（牛の精巣を揚げたもの）を提供する町のランドマークである。壁画のウシは「ロッキー・マウンテン・オイスターにならねえぜ」と主張している。

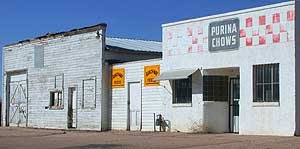
セヴェランスの飼料庫
農業はセヴェランスの基幹産業である一方で、住宅の建設も増えている。

セヴェランスは北緯40度32分07秒 西経104度51分03秒 / 北緯40.535208度 西経104.850761度に位置する。州都デンバーから北へ約100キロメートル、グリーリーの北西、コロラド東部平原にある。
セヴェランスにはAir1ラジオネットワーク加盟のラジオ放送局・KRKAがあり、デンバーでも聴取することができる。

## 人口動態
2000年の国勢調査によると、人口は597人で 201世帯162家族が生活する。人口密度は288.5人/平方マイル（111.4人/km2）、住宅密度は38.6軒/km2である。人種構成は91.46%が白人、0.34%がアフリカ系アメリカ人、0.67%がネイティブ・アメリカン、0.34%がアジア系、5.19%がその他の人種、2.01%が混血である。ヒスパニックまたは他のラテン系は11.39%を占める。201世帯のうち52.2%が18歳以下の子供と同居しており、69.7%が夫婦で同居、8.5%が夫のいない女性の世帯主の世帯、19.4%は家族のいない世帯である。12.9%は単身世帯で1.5%は65歳以上の独居老人世帯である。平均世帯構成員数は2.97人、平均家族構成員数は3.31人である。年齢構成は35.0%が18歳以下、5.5%が18歳から24歳、41.4%が25歳から44歳、14.7%が45歳から64歳、3.4%が65歳以上である。平均年齢は30歳である。女性100人当たりの男性の人口は105.9人で、18歳以上の女性100人当たりの男性の人口は100.0人である。
1世帯当たりの平均年収は50,625ドルで1家族当たりでは55,781ドルである。男性の平均年収は40,375ドル、女性は26,645ドルである。1人当たりの町民所得は17,625ドルである。家族数の2.8%、人口の7.5%は貧困線以下で、うち7.7%は18歳以下の子供か65歳以上の高齢者を含む。

## 「雪合戦禁止条例」の改正
セヴェランスには人・動物・建物などに向かって「石やそのほかの発射体」を投げることを禁止する条例があり、雪合戦をすることも条例違反であった。この条例は100年近く有効で、マクロード町長は毎年役場へ見学に来る児童にこのことを伝え「条例を変えてみないか」と呼びかけていたところ、2018年に9歳の児童がこれに応じて改正に向けた署名や書簡を集めた。同年12月3日の町議会の席に立った男児は「外へ出ないと肥満、ADHD、不安、うつ病になる可能性があるという研究成果がある」と改正の意義を主張、「子供たちは条例を破らずに雪合戦ができることを望んでいる」と訴えた。男児の提案した条例改正案は全会一致で可決され、セヴェランスで雪合戦を行うことが「合法化」された。そして改正直後に男児はさっそく雪玉を作った。
セヴェランスには「ペットはイヌまたはネコを3匹まで」という条例もあり、男児は自宅で「条例違反」状態で飼育しているモルモットを認めてもらえるよう改正運動をする予定であるという。